# ONECUT1
ONECUT1‏ (One cut homeobox 1) هوَ بروتين يُشَفر بواسطة جين ONECUT1 في الإنسان.